# Pappa pappa, nanna nanna/Il nonno birichino
Pappa pappa, nanna nanna/Il nonno birichino è un singolo di Sandra Mondaini, con lo pseudonimo Sbirulino,  pubblicato nel 1979 dalla CGD.

## Lato A
Il singolo, scritto da Pino Calvi, Alessandro Continenza e Raimondo Vianello, su musica di Dina Tosi è stato la sigla trasmissione "Io e la Befana", utilizzata nella seconda parte della messa in onda del programma, a partire dal novembre 1978.  
Contribuì a lanciare il personaggio di Sbirulino, creato da Sandra Mondaini proprio per questa trasmissione.
Nel singolo è presente tra i cori una giovanissima Georgia Lepore.

## Lato B
Sul lato b è incisa "Il nonno birichino", brano utilizzato come sigla finale. 